# 切尔诺贝利
切尔诺贝利（羅馬化：Chornobyl，羅馬化：Chernobylʹ，直译：「艾草」）是乌克兰北部基辅州城市，位處白俄罗斯边境，鄰近被廢棄的城市普里皮亚季。1986年切尔诺贝利核事故发生于切尔诺贝利附近。

## 歷史

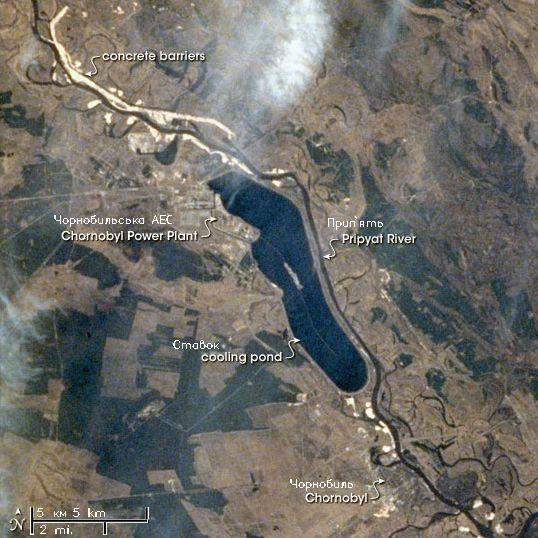
1997年從和平号空间站上拍摄的切尔诺贝利切尔诺贝利卫星地图

切尔诺贝利的名字最早在1193年出现。13世纪时，切尔诺贝利是立陶宛大公国的一部分，后来作为菲隆·梅塔的领地。1569年并入波蘭立陶宛聯邦，1793年第三次瓜分波兰后并入俄罗斯帝国。18世纪后半叶至20世纪初，切尔诺贝利成为了哈西迪犹太教的主要活动中心之一。1898年，切尔诺贝利有10,800名居民，其中犹太人7,200人。
第一次世界大战被德奧联軍佔領，随后的俄国内战中，切尔诺贝利是苏俄红军与乌克兰人之间反复交战的战场之一。在波苏战争中，这里先后被波兰军队、俄罗斯和乌克兰红军占领。1921年后并入乌克兰苏维埃社会主义共和国。

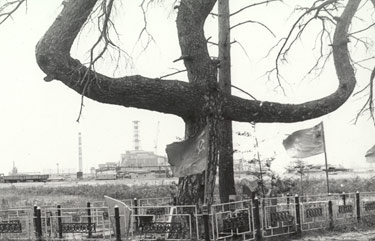
“游击队员之树”，远处是切尔诺贝利核电站

1936年，切尔诺贝利的波兰人被迁往哈萨克。1941-1943年蘇德戰爭時，纳粹德国占领此地，屠杀了这里的犹太人，1943年德軍和苏軍在距離這裡大概幾百公里外爆發了庫尔斯克戰役。第二次世界大战中以及战后的一段时间内，切尔诺贝利附近是乌克兰反抗军与纳粹德国及苏联作战的核心区域之一，用来绞死游击队员的著名“游击队员之树”即位于此处。蘇聯在1970年建造切尔诺贝利核电站，是烏克蘭境內首個核電廠。1976年，苏联在切尔诺贝利附近布置了又称“俄罗斯啄木鸟”的DUGA-3远程警戒雷达。
2022年2月24日清晨，俄罗斯向乌克兰发动全面入侵；全国多个目标被袭击。乌克兰总统府发布消息，俄罗斯军队已经控制了切尔诺贝利核电站。這是歷史上首次有核電廠在軍事行動中被敵方佔領，反應爐與核廢料的安全引發疑慮。俄軍更在當地挖戰壕，導致一人死亡。烏克蘭最終於4月1日奪回該地區。

## 切尔诺贝利核事故
切爾諾貝爾核能電廠四号机组於1986年4月26日凌晨1點23分發生爆炸，是歷史上最嚴重的核能發電廠意外事故。這次災難所釋放出的輻射線劑量是投在廣島的原子彈的400倍以上。由於切尔诺贝利發電廠沒有保護掩體，導致受到核輻射塵污染的雲層飄往众多地区，包括原蘇聯西部的部分地區、西歐、東歐、斯堪地那維亞半島、不列顛群島和北美東部部分地區。此外，烏克蘭、白俄羅斯及俄羅斯境內均遭受到嚴重的核污染，超過336,000名的居民被迫撤離。依據前蘇聯的官方報告，約60%受到輻射塵污染的地區皆位於白俄罗斯境內。但根據2006年的TORCH(The Other Report On Chernobyl)報告
指出，半數的輻射塵都落在前述的三個前蘇聯國家以外。
這次意外引起了眾人對於前蘇聯核能發電工業上的安全顧慮，也減緩了一系列的核能工程進度。同時此次事件也促使了前蘇聯政府的資訊趨向較為透明化。蘇聯解体後的各个獨立國家，包括俄羅斯、烏克蘭、白俄羅斯，至今仍為清理車諾比事件所造成的污染问题及其引起的健康問題上付出着極大的代價。因事件所造成的死亡人數難以精確計算，前蘇聯時期的刻意隱瞞，使得追查犧牲者方面的工作變得更為困難，事實上，前蘇聯政府當局在事件發生之後不久，已禁止醫生在死亡證明上提及因「輻射線」而死亡。由輻射線導致的潛在死亡因素，特別是至今仍尚未發生的癌症，而這些在將來都難以證明是因切尔诺贝利事件所引起的。估計與實際的數據差別是相當大的，一份由國際原子能總署和世界衛生組織所主導的切尔诺贝利論壇在2005年所提出的切尔诺贝利事件報告中，56人的死亡被歸咎於此事件（47名救災人員，9名罹患甲狀腺癌的兒童），並估計在切尔诺贝利地區660萬人口中，已经和將會死於輻射的人數可能高達4,000人。
2019年7月10日，烏克蘭總統澤連斯基簽署命令，允許車諾比隔離區對外開放。